# Impressora de transferência térmica
Uma impressora de transferência térmica (impressoras TT) é uma impressora que utiliza cera derretida para imprimir sobre papel (ou algum outro material).
A cera, sob a forma de uma placa contínua, fica presa num rolo plástico. Ao ser aquecida, ela é borrifada sobre o papel (ou outro substrato) por um mecanismo semelhante ao das impressoras de jato de tinta, uma cor em cada passada (podem ser três ou quatro cores, dependendo da sofisticação do equipamento). O resultado é uma impressão bem mais nítida do que a de uma impressora de jato de tinta, embora inferior ao apresentado ao de uma sublimação de cor ou de tinta sólida.
O uso das impressoras TT na indústria incluem:
- rótulos de código de barras, visto que os rótulos impressos por impressoras térmicas não têm durabilidade, ou para fazer etiquetas de roupas (tamanhos de camisas etc);
- impressão de rótulos plásticos para embalagens de produtos químicos, visto que os tipos de plástico baratos derretem nas impressoras laser.